# Shankara

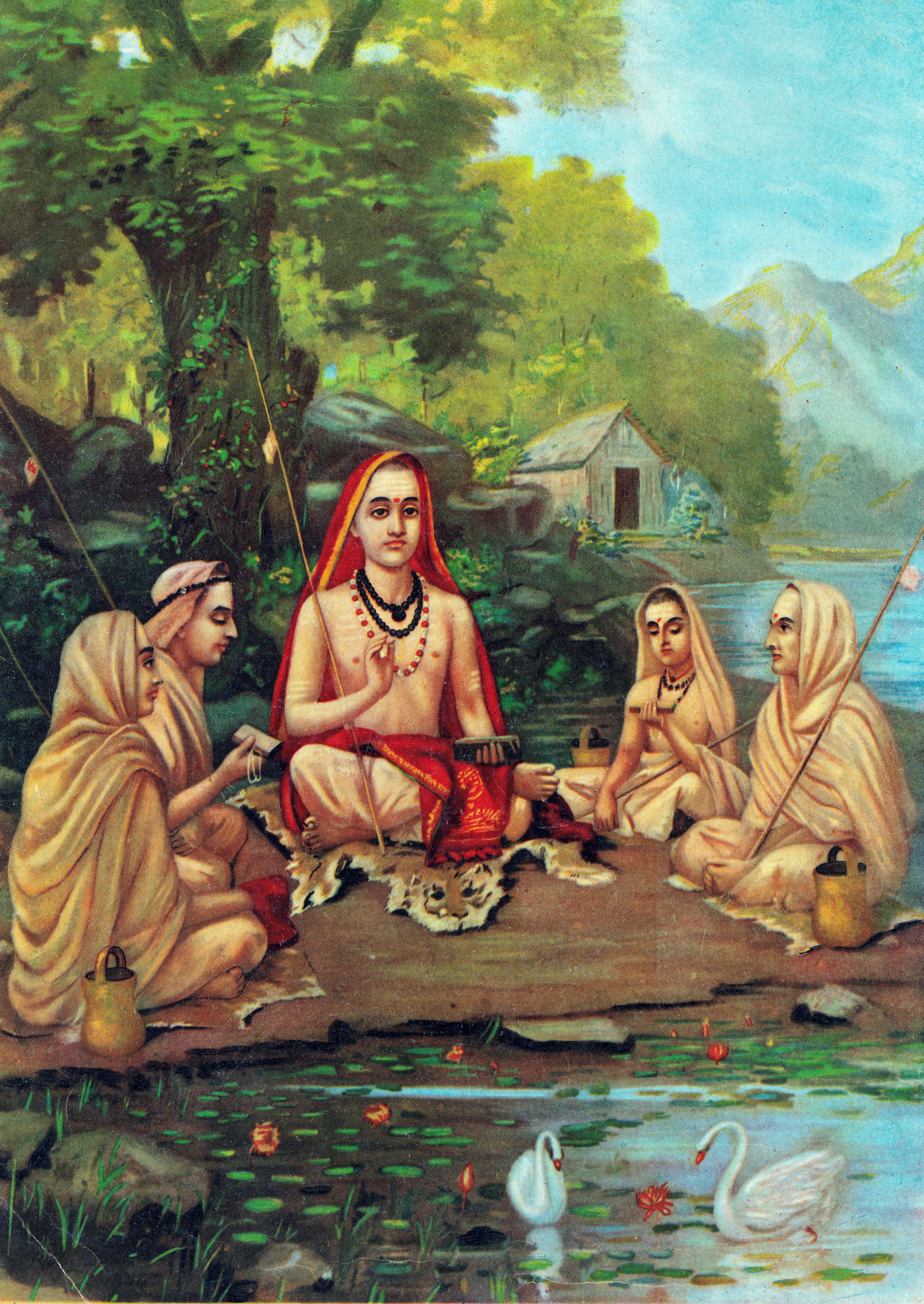
Shankara mit Schülern (Gemälde von Raja Ravi Varma, 1904)

Adi Shankara (Sanskrit, शंकर, śankara, adi = „Anfang, Ursprung“) genannt Shankaracharya (acharya = „Meister“) (* um 788 in Kalady in Kerala; † um 820; diese Angaben sind umstritten) war ein religiöser Lehrer und Philosoph des Hinduismus. Er systematisierte die Philosophie des Advaita Vedanta. Einer später entstandenen Legende zufolge gründeten er selbst oder seine Schüler vier Klöster in Indien. Er war der Sohn eines Nambudiri-Brahmanen und durchwanderte ganz Indien. Vieles von dem, was über sein Leben geschrieben wurde (Shankara Vijayams), ist eher hagiographischer Natur, enthält jedoch einen historischen Kern. Shankara führte viele Streitgespräche mit den Buddhisten und verfasste in Benares sein Hauptwerk Brahma Sutra Bhasya (Kommentar zum Brahma-Sutra).

## Lehre
Eines seiner wichtigsten Werke heißt Vivekachudamani („Kleinod der Unterscheidung“). Mit Unterscheidung meint Shankara die Unterscheidung zwischen Wirklichkeit und Nicht-Wirklichkeit: „Richtige Unterscheidung lässt uns das wahre Wesen eines Seils erkennen und vertreibt die quälende Angst, die unsere irrtümliche Annahme, es sei eine Schlange, hervorruft“. Durch Hingabe an die rechte Unterscheidung wird der Mensch die höchste Stufe der Vereinigung mit dem Brahman erreichen. „So mag er seine eigene Seele retten, die in den Fluten von Leben und Tod (Samsara) versunken ist“.
Die äußere Welt mit ihren Erscheinungen bewertet Shankara als Illusion: „Nur wer Unterscheidungsvermögen besitzt und seine Gedanken von allen irdischen Freuden abwendet, wer Gleichmut und die verwandten Tugenden besitzt, wer überdies nach Befreiung (Mukti) verlangt, ist befähigt Brahman zu suchen“. Die erste Voraussetzung ist nach Shankara die Unterscheidung zwischen dem Ewigen und dem Nicht-Ewigen. Brahman ist wirklich, das Weltall ist unwirklich. Ein Weg zur Erkenntnis ist das Bewusstsein von allen Gegenständen abzuziehen, d. h. die Sinnesorgane der Wahrnehmung wie der Tätigkeit von den Gegenständen abzulösen und in ihr Zentrum zurückzuziehen.
Auf dem Weg nach Erlösung räumt Shankara der spirituellen Erkenntnis den höchsten Stellenwert ein: „Man mag die heiligen Schriften hersagen und den heiligen Geistern Opfer bringen, man mag die Riten ausführen und Gottheiten verehren, doch solange der Mensch nicht zur Erkenntnis seiner Identität mit dem Atman erwacht, kann er niemals Befreiung finden – selbst nicht nach Hunderten von Zeitaltern“.
Shankara betont die Eigenverantwortung und die Erlösungsfähigkeit des Menschen: „Die Ketten, die uns durch unsere Unwissenheit binden, durch lustvolle Begierden und die Früchte unseres Karmas, kann niemand lösen außer wir selbst“. Er weist auch darauf hin, dass intellektuelles Streben ohne spirituelle Dimension nicht ausreicht: „Das Studium der Schriften ist fruchtlos, solange Brahman nicht erfahren wird“.
Immer wieder weist Shankara auf die Wichtigkeit der Überwindung der Sinne hin: „Wer mit dem Schwert der wahren Begierdelosigkeit den Haifisch der Sinneslust getötet hat, überquert das Meer dieser Welt ohne Hindernis“. Die Bindung an Körper, Gegenstände oder Menschen bewertet er als verhängnisvoll für den, der nach Befreiung strebt.
Der feinstoffliche Körper wird als Sitz der menschlichen Begierden betrachtet. Die menschliche Unwissenheit deckt diesen feinstofflichen Körper über den Atman. Unter den fünf Hüllen, die seine eigene Maya webt, bleibt der Atman verborgen, „wie das Wasser in einem Teich, der dicht mit Algen bewachsen ist“. Wenn alle fünf Hüllen entfernt sind, offenbart sich nach Shankara der „reine Atman, der im Inneren wohnt, als nicht endende, unvermischte Glückseligkeit (ananda), als höchstes, sich selbst erleuchtendes Sein (sat)“.
Vereinfachend lässt sich sagen, dass Shankara das Narrativ der Veden und Upanishaden in drei Sätzen zusammenfasste:
- Brahma  Satyam, Brahman ist die Wirklichkeit.
- Jagan  Mitya, das Universum ist Unwirklichkeit.
- Jivo Brahmaiva Napara, Brahman und Atman sind eins.

## Bedeutung
Shankara war einer der wichtigsten indischen Philosophen; es gelang ihm, den Hinduismus auf der Basis der Upanishaden-Philosophie zu erneuern. Nach Einschätzung von Sivananda beruhte sein Erfolg auch auf seiner anschaulichen, bildhaften Sprache, mit der er komplizierte Sachverhalten nicht nur Intellektuellen, sondern auch Laien zugänglich machte.
Obwohl Shankara der dualistischen Samkhya-Philosophie nicht zustimmte, adaptierte er verschiedene Anregungen, wie das anthropologische Verständnis oder die Lehre der Gunas. Überhaupt kannte er die philosophischen Strömungen seiner Zeit bis ins Detail, was sich in seinen Werken widerspiegelt.
Die bis in die Gegenwart existierenden Shankaracharya-Orden gehen auf Shankaras vier wichtigste Schüler zurück. Ihre Vorsteher tragen den Titel Shankaracharya und genießen in Indien großen Respekt.

## Ausgaben
- Shankara: Das Kleinod der Unterscheidung. Otto Wilhelm Barth Verlag, München 1957; erw. Neuauflage 1981, ISBN 3-502-65561-8.
- Emanuel Meyer, Christoph Rentsch: Shankaracharya. Kronjuwel der Unterscheidung. Heinrich Schwab Verlag, Argenbühl-Eglofstal 2002, ISBN 978-3-7964-0172-5.